# Tito Vetúrio Gêmino Cicurino (cônsul em 462 a.C.)
Tito Vetúrio Gêmino Cicurino (em latim:  Titus Veturius Geminus Cicurinus) foi um político da gente Vetúria nos primeiros anos da República Romana eleito cônsul em 462 a.C. com Lúcio Lucrécio Tricipitino. É possível que ele seja pai de Espúrio Vetúrio Crasso Cicurino, tribuno consular em 417 a.C..

## Consulado
Tito Vetúrio foi eleito em 462 a.C. juntamente com Lúcio Lucrécio Tricipitino. Depois da epidemia do ano anterior, a situação da cidade estava começando a se normalizar, pois, quando os hérnicos vieram pedir ajuda contra os contínuos raides e saques dos volscos, os romanos, de bom grado, aprontaram dois exércitos para ajudá-los, cada sob o comando de um dos cônsules.
Enquanto Tito Vetúrio conduzia a guerra no território volsco, Lucrécio foi lutar contra os équos, que preferiram não enfrentar os romanos em uma batalha campal, permanecendo na segurança de suas cidades. Vetúrio, por outro lado, não teve dificuldades de encontrar os inimigos e os derrotou, colocando-os em fuga, logo no primeiro encontro.
Depois que Lucrécio conseguiu infligir uma devastadora derrota aos volscos, os dois exércitos consulares se reuniram e derrotaram o que restava dos contingentes inimigos antes que eles pudessem contra-atacar. Terminada a campanha militar, enquanto Lucrécio recebeu um triunfo, Vetúrio foi homenageado com uma ovação, mais simples.
No ano de seu consulado, o tribuno da plebe Caio Terentílio Arsa introduziu a lei que passou a ser conhecida como Lex Terentilia (as leis romanas sempre levavam o sobrenome do autor), que estabelecia a formação de um comitê de cinco cidadãos que seria responsável por publicar regras definitivas sobre os poderes dos cônsules, que eram praticamente ilimitados. Aparentemente ele conseguiu seu objetivo, pois nada mais se falou sobre a lei naquele ano (muito se falaria dela nos anos seguintes).